# Córdova Matasanos
Córdova Matasanos är en ort i Mexiko.   Den ligger i kommunen Unión Juárez och delstaten Chiapas, i den sydöstra delen av landet, 900 km sydost om huvudstaden Mexico City. Córdova Matasanos ligger 1 495 meter över havet och antalet invånare är 775.
Terrängen runt Córdova Matasanos är bergig norrut, men söderut är den kuperad. Terrängen runt Córdova Matasanos sluttar söderut. Runt Córdova Matasanos är det ganska tätbefolkat, med 155 invånare per kvadratkilometer. Närmaste större samhälle är Cacahoatán, 12,9 km sydväst om Córdova Matasanos. I omgivningarna runt Córdova Matasanos växer i huvudsak städsegrön lövskog.